# Emisión secundaria
En física la  emisión secundaria  es un fenómeno de emisión de electrones en el que partículas primarias con suficiente energía, al chocar con una superficie o al pasar a través de algún material, inducen la emisión de partículas secundarias. 

La emisión de este tipo consta de tres etapas:
- Primero. - La excitación de los electrones en el estado sólido a un nivel de energía más alto
- Segundo. - El transporte de electrones excitados a la frontera sólido-vacío,
- Tercero. - La emisión de electrones.

La emisión secundaria se produce normalmente en los tubos de electrones, y a menudo es indeseable, debiéndose tomar medidas para suprimirla (rejilla supresora), pero a veces sus propiedades se utilizan en la práctica para generar algún beneficio lateral.
Generalmente, el fenómeno de emisión secundaria se utiliza en sputtering y en fotomultiplicador sonido en lámparas de emisión secundaria.

## Nota
- Datos: Q905140